# Lauterenviertel
Das Lauterenviertel in der Mainzer Altstadt entstand im Rahmen einer Stadterweiterung des 19. Jahrhunderts.

## Geschichte
Die Notwendigkeit einer Ausdehnung der bebauten Fläche in der Stadt Mainz hatte es aufgrund des engen Festungskorsetts schon lange gegeben. Die Festungsanlagen umschlossen eine Fläche, die nach Jahrhunderten der Festungszeit nach und nach vollgebaut worden war. Das Gebiet der „Bleichen“ war in der Stadtbaugeschichte als letztes Viertel beplant worden. Am 15. Dezember 1825 wurde die Festung Mainz als Bundesfestung des Deutschen Bundes der Bundesmilitärkommission übergeben, was die städtebauliche Entwicklung während des restlichen 19. Jahrhunderts signifikant behinderte.
Ab 1840 entstanden mit der aufkommenden Rheinromantik, begünstigt durch die aufkommende Dampfschifffahrt, Pracht-Hotels an der Rheinstraße, was die Silhouette der Stadt beträchtlich veränderte. Um freie Sicht vom Rhein auf den Dom zu erhalten, wurde 1847 das alte gotische Fischtor abgerissen. Im Rahmen der Rheinregulierung bei Mainz bot sich die Gelegenheit mittels Uferbegradigung durch Aufschüttungen neues Bauland zu gewinnen, nachdem sich 1860 die Rheinanliegerstaaten auf die Regulierung der Fahrrinne einigen konnten. Zu diesem Zeitpunkt hatte Mainz bereits die höchste Bevölkerungsdichte im Großherzogtum Hessen. Der wohlhabende Mainzer Industriemagnat und Politiker Christian Ludwig Lauteren ergriff die Gelegenheit, um durch Aufschüttungen Gelände für den ersten Mainzer Bahnhof und ein Wohnviertel zu gewinnen. Ab 1864 war Eduard Kreyßig Stadtbaumeister von Mainz und für die städtebauliche Gestaltung von ausschlaggebender Bedeutung. Zwischen 1866 und 1885 wurde der bisherige Uferbereich umgestaltet.

## Lage und Grenzen

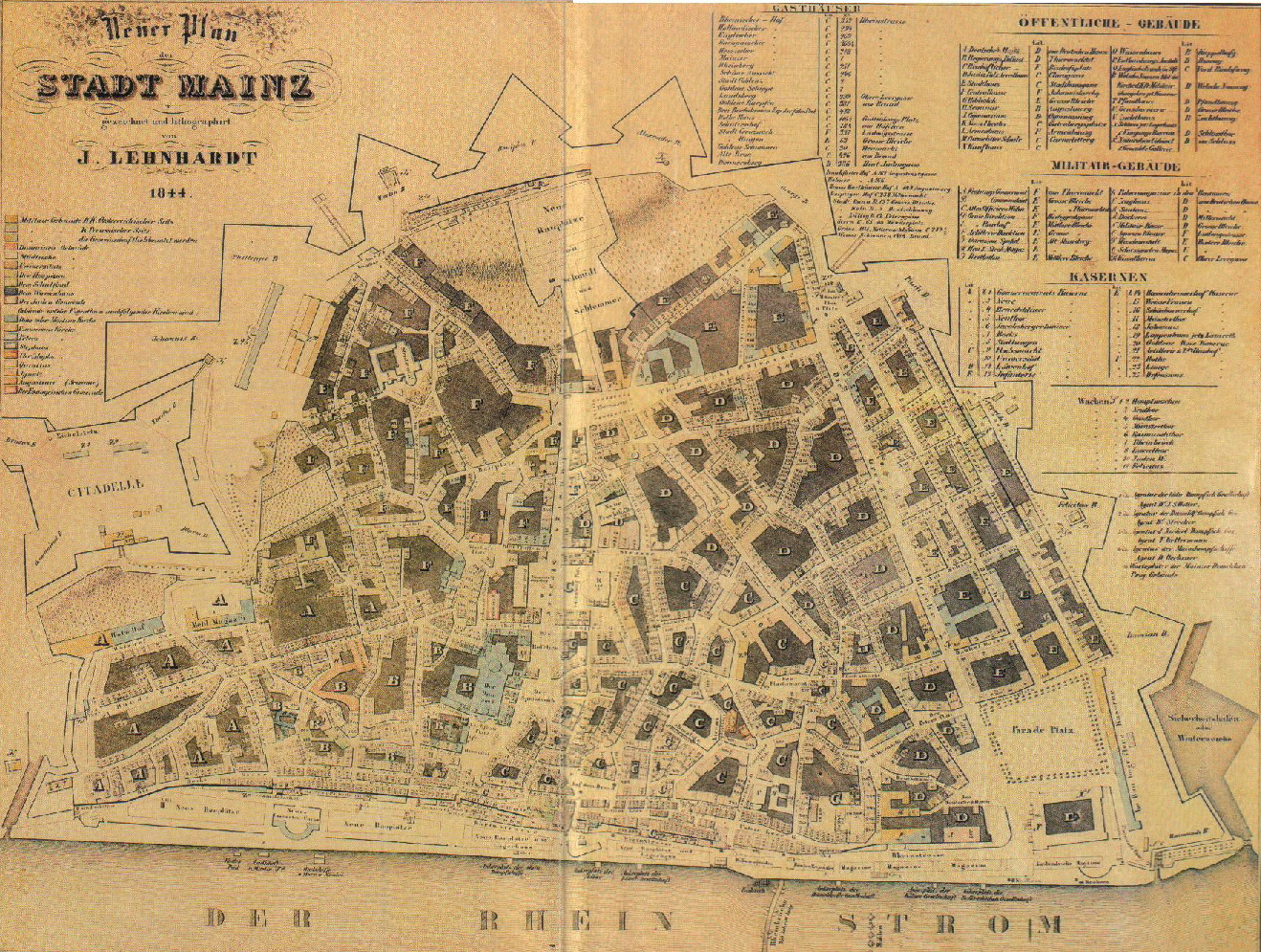
Karte der Stadt Mainz 1844 von J. Lehnhardt. Die Flächen für die neuen Bauplätze sind bereits ausgewiesen.

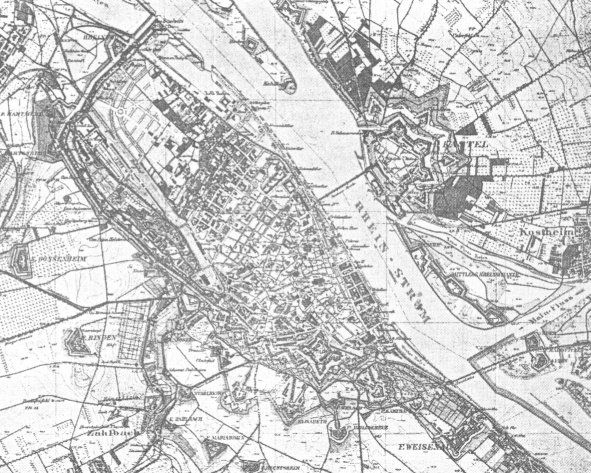
Mainz nach der Stadterweiterung (1890)

Das heutige „Lauterenviertel“ genannte Areal lag außerhalb der Rheinuferbefestigung von Mainz. Nach Nordosten wird das Viertel durch den Rhein begrenzt, im Südosten liegt der Winterhafen, früher mit seinen Wirtschaftsgebäuden, heute mit Wohnen am Wasser. Die Rheinstraße bildet die südwestliche Grenze der Bebauung. Heute bildet die Straße „Am Rathaus“ (→Mainzer Rathaus), früher der Halleplatz die nordwestliche Grenze.